# Падалі
Падалі́ (рос. Падали) — село у складі Амурського району Хабаровського краю, Росія. Входить до складу Падалинського сільського поселення.

## Населення
Населення — 389 осіб (2010; 207 у 2002).
Національний склад (станом на 2002 рік):
- росіяни — 88 %